# Louis Guglielmi
Louis Guglielmi (Barcelona, 3 de abril de 1916 - Vence, 4 de abril de 1991), más conocido como Louiguy, fue un pianista y compositor musical francés nacido en España y de origen italiano. Su composición más conocida y uno de los temas franceses universalmente más escuchados, es la La Vie en Rose, que cantaba la célebre Édith Piaf, y es especialmente conocido por su trabajo para el cine, fundamentalmente colaborando con Sacha Guitry.

## Biografía
Louis Guglielmi nació y vivió en Barcelona hasta después de la Primera Guerra Mundial, hasta los siete años de edad.  Su padre también era músico, trabajando entonces como contrabajista en la orquesta sinfónica (por lo menos una vez, bajo la dirección de Arturo Toscanini).
Su familia no se afincó en Francia hasta 1923 y Louis estudió música en el Conservatorio de París, compartiendo aula con Henri Betti, Paul Bonneau, Léo Chauliac, Pierre Spiers,  Raymond Trouard y Henri Dutilleux, entre otros. 
Trabajó como pianista principalmente, siendo uno de los acompañantes más habituales a este instrumento de la cantante Édith Piaf. Entre otras de sus más conocidas creaciones, junto a La Vie en Rose, está el tema de latin jazz Cerisier rose et pommier blanc", que fue rearreglado como un tema de mambo y se convirtió en un gran éxito en manos de Pérez Prado.

## Filmografía (selección)
- La Rose de la mer (1946)
- El tesoro de Cantenac (1950)
- El atómico señor Plácido (1950)
- Dakota 308 (1951)
- Auge en Paris (1953)
- Pequeño Jacques (1953)
- El vieaje del Grand Dukes (1953)
- Ramuntcho (1959)
- Los Tortillards (1960)
- Morir de amor (1970)
- Veredicto (1974), de Jean Gabin